# Моносомия
«Моносомия» — форма анеуплоидии с наличием только одной хромосомы из пары. Частичная моносомия возникает, когда часть одной хромосомы в паре отсутствует.
Как правило, последствия моносомии являются более тяжёлыми, чем при трисомии.

## Моносомия у человека
Условия жизни человека из-за моносомии:
Синдром Тернера – Женщины с синдромом Тернера обычно имеют одну Х-хромосому вместо обычных двух Х-хромосом. Синдром Тернера - единственная полная моносомия, которая наблюдается у людей — все остальные случаи полной моносомии смертельны, и индивид не переживет развитие.
Синдром кошачьего крика – частичная моносомия, вызванная удалением конца короткого плеча пятой хромосомы.
Синдром делеции 1p36 – частичная моносомия , вызванная делецией в конце короткого плеча первой хромосомы.
Синдром микроделеции 17q12 – частичная моносомия , вызванная удалением части длинного плеча семнадцатой хромосомы.

## У эмбрионов
Аутосомные моносомы, как правило, летальны, и эмбрион с аберрантным кариотипом этого типа в большинстве случаев самопроизвольно абортируется до третьего месяц беременности. Моносомия по Y-хромосоме обычно является летальной перестройкой и несовместима с живорождением.